# Batalion ON „Kępno”

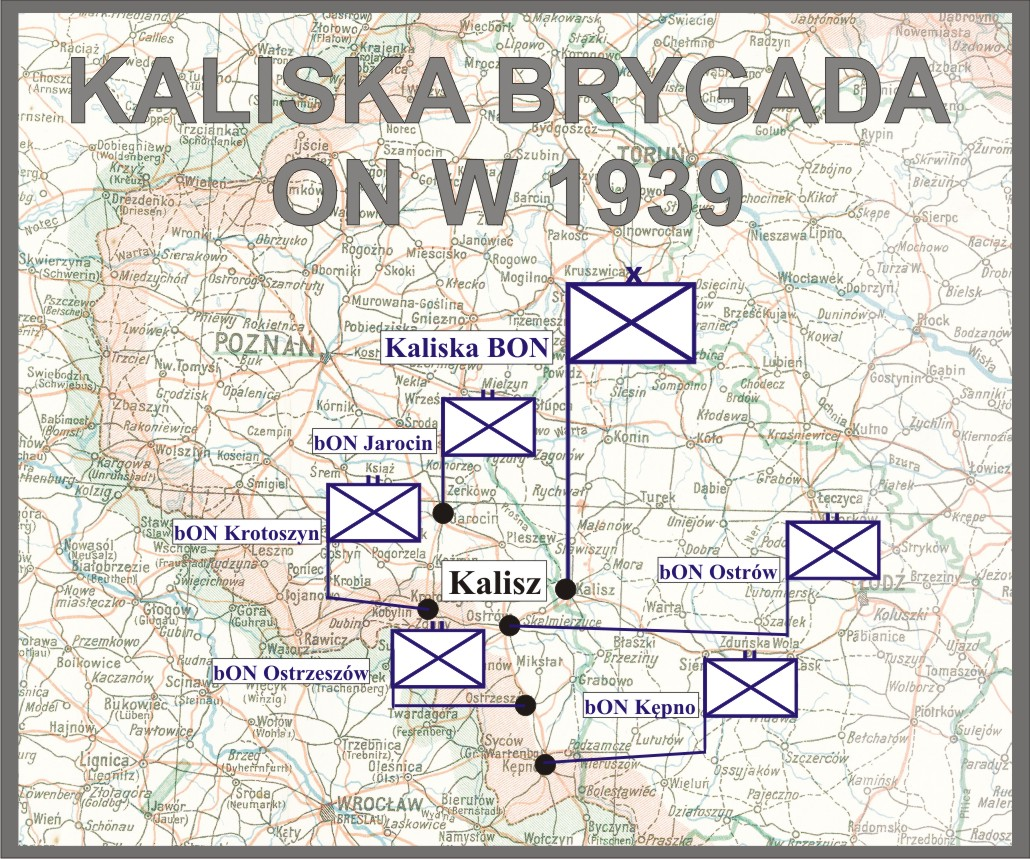
Kaliska ON

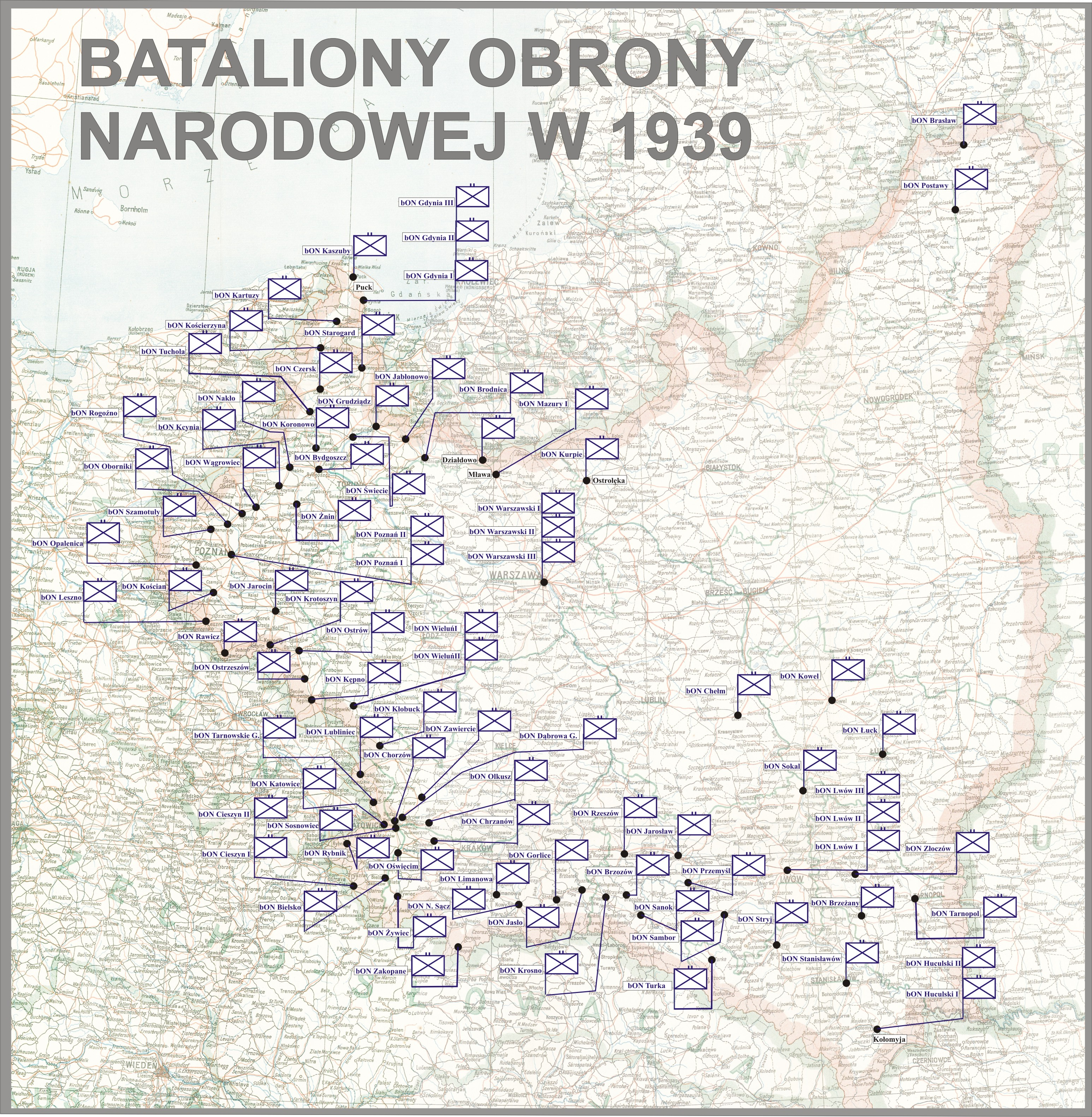
Obrona Narodowa w 1939

Kępiński Batalion Obrony Narodowej (batalion ON „Kępno”) – pododdział piechoty Wojska Polskiego II RP.

## Organizacja i formowanie
Batalion został sformowany w maju 1939 roku, w składzie Kaliskiej Brygady ON, według etatu batalionu ON typ IV. Jednostka została zorganizowana w oparciu o nowo utworzony 161 Obwód Przysposobienia Wojskowego. Batalion stacjonował na terenie Okręgu Korpusu Nr VII: dowództwo i 1 kompania w Kępnie, 2 kompania w Bralinie, a 3 kompania w Rychtalu. Jednostką administracyjną i mobilizującą dla Kępińskiego batalionu ON był 60 pułk piechoty w Ostrowie Wlkp.

## Kępiński batalion ON w kampanii wrześniowej
Ponieważ batalion znalazł się w pasie działania Armii „Łódź”, został podporządkowany pod względem taktycznym, dowódcy 10 Dywizji Piechoty i w jej składzie walczył w kampanii wrześniowej. W dniu 30 sierpnia 1939 batalion wszedł w skład OW „Kępno” wzmocniony kompanią strzelecką z plutonem km z I/28 pułku strzelców Kaniowskich, 1 baterią armat 10 pułku artylerii lekkiej, Komisariatem Straży Granicznej „Mroczeń” i częścią plutonu saperów zajął stanowiska obronne w rejonie Kępna i wszedł w skład Zgrupowania płk. Jana Zientarskiego osłaniającego rozwinięcie sił głównych 10 DP w rejonie Sieradza.  

## Organizacja i obsada personalna
Dowództwo batalionu i pododdziałów:
- dowódca batalionu – kpt. Romuald Antoni Ignacy Jüngst Koralewski[4]
- adiutant batalionu – ppor. rez. Wiktor Frankowski
- dowódca plutonu ppanc.(bez dział)  – sierż. Roch Joks
- dowódca 1 kompanii ON „Kępno” – kpt. Jan Karpiętko
  - dowódca I plutonu - ppor. rez. Wincenty Warszawski
  - dowódca II plutonu - ppor. rez. Feliks Wierzowiecki
  - dowódca III plutonu - ppor. rez. Jan Spiechowicz
  - dowódca plutonu ckm - ppor. rez. Tomasz Godzina
- dowódca 2 kompanii ON „Bralin” – por. rez. Ludwik Przybyszewski
  - dowódca I plutonu - ppor. rez. Czesław Szczupak
  - dowódca II plutonu - ppor. rez. Niewieczerzał
  - dowódca III plutonu - ppor. rez. Łamasz
  - dowódca plutonu ckm - NN
- dowódca 3 kompanii ON „Rychtal” – kpt. Jan Kwarciany
  - dowódca I plutonu - NN
  - dowódca II plutonu - ppor. rez. Piotr Kotowski
  - dowódca III plutonu - ppor. rez. Stanisław Jańczak
  - dowódca plutonu ckm - por. rez. Andrzejewski

## Uzbrojenie (faktyczne)
- 6 ciężkich karabinów maszynowych[5]
- 1 moździerz 81 mm[5]
- 306 karabinów[5]
- 324 karabinki[5]
- 40 pistoletów (niepewne)[5]